# Tarasivka, Korop
Tarasivka (în ucraineană Тарасівка) este un sat în comuna Vilne din raionul Korop, regiunea Cernihiv, Ucraina.

## Demografie
Componența lingvistică a localității Tarasivka
     Ucraineană (96,79%)
     Rusă (3,21%)
Conform recensământului din 2001, majoritatea populației localității Tarasivka era vorbitoare de ucraineană (96,79%), existând în minoritate și vorbitori de rusă (3,21%).